# タンギ・バーニー＝ズクル
タンギ・バーニー＝ズクル（フランス語: Tanguy Banhie-Zoukrou、2003年5月7日 - ）は、フランスとコートジボワールのサッカー選手。ポジションはディフェンダー。

## クラブ歴
FOプレシールからACブローニュ＝ビランクールを経てトロワACの下部組織に2020年1月に移った。2021年8月7日にリーグ・アンで初出場を記録した。
2024年7月1日、BSCヤングボーイズに移籍した。

## 代表歴
年代別代表ではフランス代表としての出場経歴があり、UEFA U-19欧州選手権2022に出場した。

## 私生活
フランス生まれであるが、血筋はコートジボワールに持っている。